# Dictyna arundinacea
Dictyna arundinacea es una especie de araña araneomorfa del género Dictyna, familia Dictynidae. Fue descrita científicamente por Linnaeus en 1758.
Habita en América del Norte, Europa, Turquía, Cáucaso, Rusia (Europa al Lejano Oriente), Irán, Asia Central, China, Corea y Japón. La longitud del cuerpo sin incluir las patas es de aproximadamente 2 a 3,5 mm, siendo las hembras un poco más grandes que los machos. El caparazón es de color marrón oscuro. La cabeza está cubierta con cinco hileras de pelos blancos. El abdomen tiene un patrón de pelos blancos con un espacio en la región cardíaca y en la parte posterior. Las patas son de color amarillo parduzco.
Normalmente construye redes en plantas como Ulex y ericáceas, pero pueden construir en paredes y otros objetos.